# Where Myth Fades to Legend
Where Myth Fades To Legend — второй студийный альбом пост-хардкор группы Alesana, выпущенный 3 июня 2008 года. Альбом продюсировал Стив Эветс на студии в Лос-Анджелесе, штат Калифорния. Подобно предыдущим альбомам Alesana, большинство песен относятся к сказочной тематике.

## Список композиций
| №                   | Название                                              | Длительность |
| ------------------- | ----------------------------------------------------- | ------------ |
| 1.                  | «This Is Usually the Part Where People Scream»        | 3:48         |
| 2.                  | «Goodbye, Goodnight, for Good»                        | 3:15         |
| 3.                  | «Seduction»                                           | 4:45         |
| 4.                  | «A Most Profound Quiet»                               | 3:17         |
| 5.                  | «Red and Dying Evening»                               | 3:28         |
| 6.                  | «Better Luck Next Time, Prince Charming»              | 3:20         |
| 7.                  | «The Uninvited Thirteenth»                            | 3:40         |
| 8.                  | «Sweetheart, You Are Sadly Mistaken»                  | 5:26         |
| 9.                  | «And They Call This Tragedy»                          | 3:43         |
| 10.                 | «All Night Dance Parties In the Underground Palace»   | 3:18         |
| 11.                 | «Endings Without Stories»                             | 4:01         |
| 12.                 | «As You Wish»                                         | 3:26         |
| 13.                 | «Obsession Is Such an Ugly Word» (feat. Крэйг Мэббит) | 5:58         |
| Общая длительность: | Общая длительность:                                   | 51:10        |

| №                   | Название            | Длительность |
| ------------------- | ------------------- | ------------ |
| 14.                 | «Beautiful In Blue» | 3:28         |
| Общая длительность: | Общая длительность: | 54:38        |

### DVD
- Obsession Is Such An Ugly Word [Live]
- This Is Usually The Part Where People Scream [Live]
- The Uninvited Thirteenth [Live]
- This Conversation Is Over [Live]
- Making Of The Album (документальное видео)